# 牧野車站 (滋賀縣)
35°27′40.63″N 136°3′35.00″E / 35.4612861°N 136.0597222°E
牧野車站（日语：／ Makino eki */?），位於日本滋賀縣高島市牧野町，是西日本旅客鐵道（JR西日本）湖西線的車站。
此站與相鄰的永原車站距離達7.1公里，為湖西線最長的站距。

## 歷史
- 1974年（昭和49年）7月20日：日本國有鐵道湖西線通車時同時啟用營運。
- 1987年（昭和62年）4月1日：國鐵分割民營化，由JR西日本接管。
- 1996年（平成8年）3月16日：列入新快速停車站，下午有上下行各一列停靠。
- 1997年（平成9年）3月8日：列入快速列車停車站。
- 2006年（平成18年）10月21日：永原車站 - 近江鹽津車站間路段的電氣化從原本20000伏特60Hz交流電，改為1500伏特直流電。停靠的新快速列車大幅增班，並增停早上的快速列車。電子票證ICOCA啟用。
- 2009年（平成21年）7月1日：配合JR西日本都市網路各車站共同政策，車站全日全面禁菸。
- 2016年（平成28年）10月5日 - 導入路線顏色而更新站名標示牌。
- 2018年（平成30年）3月17日 - 導入車站編號：JR-B12。

## 站名
此站為日本極少數以片假名做為站名的車站，站名原自於所在地「牧野町」（マキノ町），該町成立於1955年，為全日本最早以片假名命名的自治體。2005年1月1日起，牧野町與其他4個町合併為高島市，但車站仍沿用既有站名。
在車站開始營運時，國鐵另一個以片假名做為站名的車站為北海道函館本線的二世谷車站（ニセコ駅）。

## 車站結構
此站有兩面側式月台及兩股軌道，往近江中庄站方向設有橫渡線，月台長度可停最多8節車廂的列車。
牧野站由堅田車站管理，窗口售票業務委託由JR西日本的子公司「JR西日本交通服務」派員辦理，清晨與夜晚無人派駐。售票窗口設有售票終端機，並設有自動售票機及ICOCA的讀卡機，但並沒有設自動補票機。

### 月台配置
| 月台 | 路線   | 方向 | 目的地                   |
| ---- | ------ | ---- | ------------------------ |
| 1    | 湖西線 | 下行 | 近江鹽津、敦賀、長濱方向 |
| 2    | 湖西線 | 上行 | 近江今津、京都方向       |

## 使用情況
根據「滋賀縣統計書」，1日平均上車人次如下表。
| 年度   | 1日平均 上車人次 | 來源   |
| ------ | ---------------- | ------ |
| 1992年 | 292              | [ 1 ]  |
| 1993年 | 301              | [ 2 ]  |
| 1994年 | 296              | [ 3 ]  |
| 1995年 | 284              | [ 4 ]  |
| 1996年 | 323              | [ 5 ]  |
| 1997年 | 344              | [ 6 ]  |
| 1998年 | 349              | [ 7 ]  |
| 1999年 | 311              | [ 8 ]  |
| 2000年 | 325              | [ 9 ]  |
| 2001年 | 340              | [ 10 ] |
| 2002年 | 348              | [ 11 ] |
| 2003年 | 346              | [ 12 ] |
| 2004年 | 352              | [ 13 ] |
| 2005年 | 353              | [ 14 ] |
| 2006年 | 342              | [ 15 ] |
| 2007年 | 359              | [ 16 ] |
| 2008年 | 349              | [ 17 ] |
| 2009年 | 342              | [ 18 ] |
| 2010年 | 324              | [ 19 ] |
| 2011年 | 311              | [ 20 ] |
| 2012年 | 321              | [ 21 ] |
| 2013年 | 338              | [ 22 ] |
| 2014年 | 321              | [ 23 ] |
| 2015年 | 311              | [ 24 ] |
| 2016年 | 330              | [ 25 ] |
| 2017年 | 326              | [ 26 ] |
| 2018年 | 326              | [ 27 ] |

## 車站週邊
車站靠近琵琶湖，在夏季時有不少泳客前往游泳。從車站徒步約半小時可達琵琶湖八景之一「海津大崎」，在櫻花花季時為熱門的賞櫻地點。另外車站前有巴士站可搭乘巴士前往牧野高原滑雪場。

## 相鄰車站
西日本旅客鐵道
 湖西線
■新快速、■快速、■普通
近江中庄（JR-B13）－牧野（JR-B12）－永原（JR-B11）

## 外部連結
- 牧野｜車站資訊：JR出門網 - 西日本旅客鐵道